# Baccio Baldini (medico)
Baccio Baldini (Firenze, 1510 circa – 1585 ?) è stato un medico e letterato italiano, accademico sotto Cosimo I de' Medici, granduca di Toscana.
Figlio dell'orefice Bernardo Baldini, provveditore alla zecca fiorentina, fu medico e lettore allo Studio di Pisa, bibliotecario alla Laurenziana, archiatra e familiare di Cosimo I

## Opere
- Discorso sopra la Mascherata della Genealogia degl'Iddei de' Gentili in Firenze, presso i Giunti, 1565;
- Orazione per il  granduca Cosimo I  , scritta nel 1574, stampata da Sermatelli;
- La vita di Cosimo de' Medici primo Granduca di Toscana , stampata in Firenze da Bartolommeo Sermatelli nel 1578;
- Discorso dell'essenza del Fato e delle forze sopra le cose del mondo, e particolarmente sopra l'azione degli uomini, in Firenze, per la Sermatelli, 1578;
- Lezione o Discorso dell'essenza del Fato sopra il  passo del Canto XVI del Purgatorio di Dante Alighieri, che inizia con i versi:   Lo mondo è ben così tutto deserto...,  Lezione pubblicata a Firenze nel 1598.